# Patrick Wilson (bibliotecario)
Patrick G. Wilson (Santa Cruz, California; 29 de diciembre de 1927 - San Francisco, California; 12 de septiembre de 2003) fue un bibliotecario, documentalista e informatólogo estadounidense. Postuló los principios filosóficos de la organización de conocimiento en fondos documentales.

## Biografía
Patrick Wilson nació en Santa Cruz, California (EE. UU.) en el seno de una familia obrera. Desde pequeño, alternó distintos trabajos con sus estudios elementales y bachilleres. Terminó estudiando filosofía y biblioteconomía en la Universidad de California en Berkeley, donde en 1953 se licenció en Bibliotecología y en 1960 obtuvo en título de doctor en filosofía. Fruto de esa doble titulación, primero empezó trabajando en el servicio de referencia bibliográfica de la biblioteca de la Universidad donde estudia durante el periodo 1954-1959; después, en el año que es investido doctor en filosofía, comienza a dar clases en la Universidad de California, sede Los Ángeles hasta 1965, año que vuelve a la Escuela de Biblioteconomía para enseñar dicha materia. 
Es nombrado director del mismo centro en 1970 y, al igual que hiciera Robert Taylor, cambió el nombre de Biblioteconomía (Librarianship) por Ciencia de la Información (Information Science). También aborda la automatización de catálogos y bibliotecas de su centro de trabajo, así como la investigación en búsqueda de información on line. Vuelve a ser decano en 1989 hasta su jubilación en 1991, año en que es nombrado profesor emérito. Muere en San Francisco a los 75 años.
A pesar de sus esfuerzos por automatizar los entornos documentales, Patrick Wilson desarrolló una labor teórica diseminadas en tres monografías básicas y numerosos artículos. Profundizó en temas como analizar la naturaleza del documento, el texto, la bibliografía y sus técnicas, la relevancia de la información o los efectos que causa la sobrecarga de ella. También ha trabajado aspectos legales como la propiedad intelectual y el control del autor sobre la información creada por él mismo.
Estas teorías le llevaron a ser considerado el padre de la filosofía de la Información y Documentación científica.

## Obras y premios
Patrick Wilson escribió tres obras fundamentales en Biblioteconomía como son:
- Two Kinds of Power (1968).
- Public Knowledge, Private Ignorance: Toward a Library and Information Policy (1977).
- Second-Hand Knowledge: An Inquiry into Cognitive Authority (1983), obra por la que recibió el Premio ASIST al mejor libro publicado ese año en Información y Documentación.

Patrick Wilson recibió numerosos premios, entre ellos, el Premio ASIST al Mérito Académico en 2001.